# Lepanthes ramosii
Lepanthes ramosii är en orkidéart som beskrevs av Carlyle August Luer. Lepanthes ramosii ingår i släktet Lepanthes och familjen orkidéer. Inga underarter finns listade i Catalogue of Life.